# Призраки дома Хатэвэй
Призраки дома Хатэвэй (англ. The Haunted Hathaways) — американский телесериал канала Nickelodeon, который транслировался с 13 июля 2013 по 5 марта 2015 года. Премьера в России состоялась 23 ноября 2013 года. Второй сезон в России вышел не полностью, лишь 5 серий было озвучено по заказу Nickelodeon Russia, однако позже сезон появился в дубляже в пакете Paramount Pictures, официально доступен на Ivi.ru.

## Сюжет
Мама-одиночка Мишель Хатэвэй с двумя дочерьми, Тейлор и Фрэнки, переезжают в Новый Орлеан, где открывают свою пекарню. Они поселяются в старом доме и к своему удивлению обнаруживают живущих там призраков Рэя Престона и двух его сыновей Майлза и Луи. Теперь этим двум семьям приходится учиться жить друг с другом в мире и согласии, что не так уж и просто сделать.

## В ролях

### Главные герои
- Эмбер Монтана — Тейлор Хатэвэй
- Кертис Харрис — Майлз Престон
- Бенжамин Флорес мл. — Луи Престон
- Бреанна Иде —  Фрэнки Хатэвэй
- Джинифер Кинг — Мишель Хатэвэй
- Чико Бенимон — Рэй Престон

### Второстепенные персонажи
- Кайла Майсонет — Лили
- Брэк Бэссинджер — Эмма

## Эпизоды
| Сезон | Эпизоды | Первая дата выхода | Последняя дата выхода |
| ----- | ------- | ------------------ | --------------------- |
| 1     | 26      | 13 июля 2013       | 31 мая 2014           |
| 2     | 21      | 28 июня 2014       | 5 марта 2015          |

## Трансляция
Телесериал транслируется на канале YTV в Канаде с 7 октября 2013 года. В США, России, Австралии, Новой Зеландии, Великобритании и Ирландии на телеканале Nickelodeon. В юго-восточной Азии транслируется с 18 ноября 2013 года, в Африке с 9 декабря 2013 года.